# 피성호
피성호(皮性鎬, ? ~ 1927년 11월 8일)는 대한제국의 군인이며 일제강점기에는 조선총독부 중추원 참의를 지냈다. 본적은 함경북도 종성군 행영동이다.

## 생애
1904년 7월 7일 대한제국 육군 보병 참위로 임관되었으며 같은 해 7월 16일에는 진위대 제5연대 제3대대에 배속되었다. 1905년 4월 18일부터 1906년 1월 16일까지 육군연성학교에 근무했을 정도로 대한제국의 육군 장교로 복무했지만 1907년 9월 3일 대한제국 군대 해산으로 인해 육군 참위직에서 물러나게 된다.
1915년부터 1920년까지 조선총독부 체제 아래서 함경북도 도참사를 맡아 관직에 들어섰다. 도참사는 도지사 자문을 위해 도 참여관 외에 별도로 둔 직책으로, 주로 해당 지역의 유지들이 임명되었다. 1915년 11월 10일 일본 정부로부터 다이쇼대례기념장을 수여받을 때 이미 도참사로 기록되어 있어 그 이전부터 재직한 것으로 추정된다. 이후에는 함경북도 종성군을 중심으로 활동했다. 1924년 10월 1일부터 10월 19일까지 열린 북선연락지방물산공진회(北鮮聯絡地方物産共進會) 출품인 총대(總代)로도 활동했다.
1921년 중추원 편제가 개편되면서 지방의 유력자들도 참의로 발탁되기 시작했다. 피성호는 1924년 4월 27일부터 1927년 4월 26일까지 함북 지역 대표 격으로 중추원 참의를 역임했다. 1927년 참의직에서 물러나면서 정7위에 서위되었고, 얼마 후 사망했다.
2002년 발표된 친일파 708인 명단과 2008년 공개된 민족문제연구소의 친일인명사전 수록예정자 명단에 모두 포함되었다. 2007년 대한민국 친일반민족행위진상규명위원회가 발표한 친일반민족행위 195인 명단에도 들어 있다.

## 같이 보기
- 조선총독부 중추원

## 참고 자료
- 친일반민족행위진상규명위원회 (2009). 〈피성호〉. 《친일반민족행위진상규명 보고서 Ⅳ-18》. 서울. 623~627쪽.